# Pusheen
Pusheen – jest to postać wymyślona przez Claire Belton oraz Andrew Duff. Powstała w roku 2010, początkowo jako animacja. Znaleźć ją wtedy można było na serwisie Tumblr, gdzie zbierali się jej wszyscy fani. Największy przełom w popularności Pusheen zdobył, gdy Facebook w 2013 roku podpisał kontrakt z jej autorami. Zaprojektowano z nią specjalne naklejki, które można wysyłać między użytkownikami za pomocą komunikatora messenger.
Kolejny przełom dla Pusheen nastąpił w 2014 roku, gdy tym razem zainteresowała się nim manufaktura Gund. Na początku w sprzedaży można było zaobserwować dwa modele tej postaci, ale szybko dzięki dużej ilości sprzedaży, ta liczba wzrosła do ponad czterdziestu. Aktualnie Pusheen współpracuje z takimi firmami jak Morris Ltd czy H&M.